# Manáma (Spojené arabské emiráty)
Manáma (arabsky منامة‎‎) je oáza ve Spojených arabských emirátech s severovýchodní části Arabského poloostrova. Je součástí Adžmánu. Tvoří exklávu vzdálenou přes 60 km východně od samotného Adžmánu a vklíněnou mezi území emirátů Fudžajra a Šardžá. Díky poloze na návětrné straně hor má poměrně vlhké klima umožňující zemědělství.

## Poštovní známky

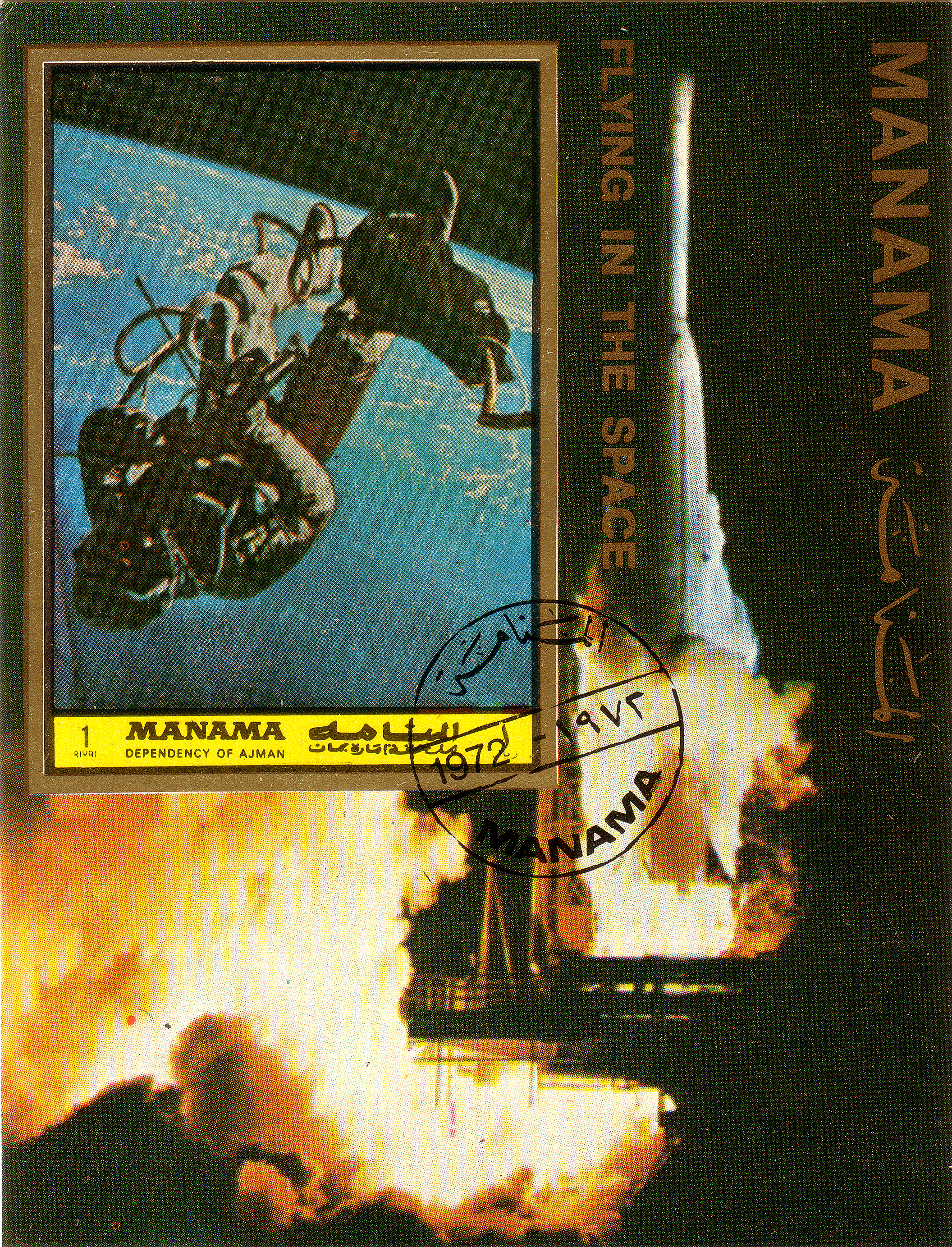
manamský aršík

Od roku 1966 vydávala poštovní známky, přičemž zprvu se jednalo nejprve přetisky "Manama" na známkách Adžmánu a později vlastní známky s označením "Manama, Dependency of Ajman". Někteří odborníci je však neuznávali, protože jejich použití ke skutečnému frankování dopisů bylo velmi pochybné  (viz nepoštovní známky). Jiní odborníci je naopak do katalogů zařadili. Vzhledem k malému množství obyvatel, jejich negramotnosti a nízkému stupni používání poštovních služeb je obtížné prokázat možnost poštovního použití těchto známek. Nicméně se tyto emise staly mezi sběrateli velmi populární, protože přinášely fotografické reprodukce zvířat, sportovců či dopravních prostředků v neobvyklých tvarech a rozměrech. Celkové množství vydaných známek je obtížné zjistit, jedno z udávaných čísel je 838.